# Kalana Greene
Kalana Lanette Greene (St. Stephen, 13 luglio 1987) è un'ex cestista statunitense, professionista nella WNBA.

## Carriera
È stata selezionata dalle New York Liberty al secondo giro del Draft WNBA 2010 (13ª scelta assoluta).
A fine novembre 2012 viene ingaggiata da Pozzuoli, per sostituire Kelly Mazzante.

## Palmarès
- 2 volte campionessa NCAA (2009, 2010)
- WNBA All-Rookie First Team (2010)